# COSMO-SkyMed
COSMO-SkyMed (ang. COnstellation of small Satellites for Mediterranean basin Observation) – zespół czterech cywilno-wojskowych małych włoskich satelitów do radarowej obserwacji basenu Morza Śródziemnego. Każdy ze statków wyposażony jest w radar o syntetycznej aperturze (SAR), mogący obserwować powierzchnię Ziemi w każdych warunkach atmosferycznych. Misję finansuje Włoska Agencja Kosmiczna (ASI) i włoskie ministerstwo obrony. W funkcjach wojskowych, system będzie współpracował z francuskimi satelitami Pleiades, tworząc francusko-włoski system ORFEO. Będzie tworzył też część systemu SABRINA.
Jedną z unikatowych cech radarów zamontowanych na satelitach będzie możliwość obserwacji kry lodowej i kształtu fal morskich – obu cennych z punktu widzenia meteorologii. Drugą cechą będą radarowe obserwacje trójwymiarowe. Będą one możliwe dzięki możliwości łączenia par satelitów w obserwatoria interferometryczne (na czas 1 dnia).
Zadania misji:
- wojskowe:

wywiad radarowy
mapowanie radarowe
ocena zniszczeń i wrażliwości
detekcja i lokalizacja celów
- cywilne:

monitorowanie klęsk żywiołowych: powodzi, susz, obsunięć ziemi, aktywności wulkanicznej i sejsmicznej, pożarów, zagrożeń przemysłowych, skażeń wody
monitorowanie środowiska morskiego, terenów rolniczych i leśnych
usługi na potrzeby kartografii, geologii, telekomunikacji i planowania

## Historia programu
Włoski narodowy program obserwacji Ziemi powstał z inicjatywy rządu włoskiego w 1996. W 1997 określono zarysy tego programu na lata 1998-2002. Jego najważniejszą częścią miał być zrealizowany przez ASI program obserwatoriów podwójnego przeznaczenia, COSMO-SkyMed.
W 2001 do programu tego dołączyło włoskie ministerstwo obrony. Z powodu udziału wojska, program stał w dużej części utajniony – do wiadomości publicznej podaje się niewiele szczegółów technicznych.
Pierwsza seria satelitów używa tylko pasma X (9,6 GHz, czyli fal o długości 3,1 cm). Kolejne serie maja pracować na wielu pasmach (X, C, L i P).

### Starty[1]
- COSMO-SkyMed-1 – 8 czerwca 2007
- COSMO-SkyMed-2 – 9 grudnia 2007
- COSMO-SkyMed-3 – 25 października 2008
- COSMO-SkyMed-4 – 6 listopada 2010

## Budowa statków
Cztery identyczne statki zbudowane są w oparciu o platformę PRIMA (wł. Piattaforma Riconfigurabile Italiana Multi-Applicativa, włoska rekonfigurowalna platforma wielozadaniowa), produkcji Alcatel Alenia Space. Statki są stabilizowane trójosiowo. Składają się z trzech głównych części: korpusu (część serwisowa i użytkowa), rozkładanych paneli ogniw słoneczych i anteny SAR. Masa każdego wynosi ok. 1700 kg. Czas pracy wynosi 5 lat. Przez 24 h statek może pracować całkowicie samodzielnie, bez udziału i kontroli z Ziemi.
Szkielet zbudowany jest z tworzywa sztucznego wzmocnionego włóknem węglowym. Pozostałe elementy konstrukcyjne wykonane są ze stopów aluminium.
Statki mogą określać swoje położenie dzięki zamontowanemu szukaczowi gwiazd i systemowi SSTI, czyli GPS dla satelitów (odbiornik Lagrange Laben SpA). Antena radaru zamontowana jest pod kątem 38° do prawej strony śladu naziemnego statków. Pochylenie pionowe anteny może być zmienianie o ±2°. Statki posiadają system silniczków do kontroli położenia na orbicie.

### Zasilanie
Funkcjonowanie radaru obrazującego wymaga dużych ilości energii. Szczytowo, do 14 kW. Z powodu tych wymagań energetycznych, satelity będą wykonywały obrazy w dwóch trybach:
- punktowym: pobór od 460 do 650 A, przez maksymalnie 10 sekund
- pasmowym: pobór od 330 do 450 A, przez maksymalnie 10 minut

Każdy statek posiada dwa panele ogniw słonecznych o łącznej powierzchni 18,3 m², zbudowane przez Galileo Avionica. Pod koniec 5-letniej misji zapewnią one 3,6 kW energii elektrycznej. Używane napięcia zasilające mieszczą się w zakresie od 26 do 37,8 V. Panele ładują akumulatory litowo-jonowe Sony US18650 (2016 ogniw w dwóch zestawach, w konfiguracji 224 równolegle połączonych serii po 9 ogniw; łączna poj. 336 Ah; maks. rozładowanie 35%; maks. prąd rozład. 735 A, maks. napięcie rozład. 26 V; masa całk. 136 kg)
Aby zminimalizować moment magnetyczny powstający przy przepływie tak dużych prądów, zestawy ogniw są obrócone względem siebie o 180°. Powoduje to zerowanie się momentów zaindukowanych w obu zestawach.

### Łączność
Każdy satelita wyposażony jest w 300 Gbitów pamięci stałej. Dane przesyłane na Ziemię są kompresowane i szyfrowane z prędkością do 300 Mbit/s, w paśmie X. Telemetria i odbiór komend odbywają się w paśmie S.

### Orbita
Statki znajdują się na kołowej orbicie synchronicznej ze Słońcem (świt-zmierzch), o wysokości nominalnej 619,6 km, nachyleniu 97,86° i okresie 97,1 minuty. Punkt wstępujący położony jest na godzinie 6 czasu lokalnego. Wszystkie statki będą rozmieszczone w tej samej płaszczyźnie, ale z fazą 90° wokół Ziemi. Poszczególne satelity będą pojawiały się nad danym terenem co 16 dni, ale jako konstelacja będą pojawiały się co 5 dni, z dokładnością do 1 km (konstelacja wszystkich serii satelitów skróci ten czas do kilku godzin).

### Radar
Najważniejszym wyposażeniem satelitów jest radar SAR-2000 (Synthetic Aperture Radar-2000), zaprojektowany przez Alcatel Alenia Space. SAR-2000 posiada antenę wielowiązkową.
Szerokość wiązki skanującej jest regulowana (zależna od trybu pracy) i wynosi od 10 do 200 km. Dostępne tryby polaryzacji: HH, VV, HV, or VH.
- Tryby z jedną polaryzacją:
  - Tryb punktowy („spotlight”, „frame”)

rozdzielczość przy pow. Ziemi, do 1 m
pole widzenia przy Ziemi, 10 × 10 km
- - Tryb pasmowy (HIMAGE)

rozdzielczość przy pow. Ziemi, 3 do 15 m
szerokość pola widzenia przy Ziemi, 40 km
- - Tryb szeroki (WideRegion)

rozdzielczość przy pow. Ziemi, 30 m
szerokość pola widzenia przy Ziemi, 100 km
- - Tryb dużego pola (HugeRegion)

rozdzielczość przy pow. Ziemi, 100 m
szerokość pola widzenia przy Ziemi, 200 km
- Tryby z dwoma polaryzacjami:
  - Tryb Ping Pong (pasmowy)

rozdzielczość przy pow. Ziemi, 15 m
szerokość pola widzenia przy Ziemi, 30 km